# Jazzmatazz
Jazzmatazz er en række album, der blander hiphop og jazz.
Manden bag projektet er den amerikanske rapper Guru. 
Det første album blev udgivet i 1993 og på albummets første nummer kan man høre Guru introducere Jazzmatazz som en eksperimentel fusion af hiphop og jazz.

## Jazzmatazz Vol. 1
På Jazzmatazz Vol. 1 kan man høre Guru rappe på samtlige numre, men man stifter også bekendtskab med de to sangerinder N'dea Davenport og Carleen Anderson, der begge har været forsangerinder i Brand New Heavies. Men man kan også opleve fransk rap fra en dengang knap så kendt MC Solaar på nummeret Le bien, le mal.
Musikken skabes af et erfarent hold jazzmusikere i form af Lonnie Liston Smith, Branford Marsalis, Ronny Jordan, Donald Byrd og Roy Ayers.

## Diskografi
- Jazzmatazz, Vol. 1 (1993)
- Jazzmatazz, Vol. 2: The New Reality (1995)
- Jazzmatazz, Vol. 3: Street Soul (2000)
- Jazzmatazz, Vol. 4: The Hip-Hop Jazz Messenger: Back To The Future (2007)